# Symfonie nr. 7 (Pettersson)

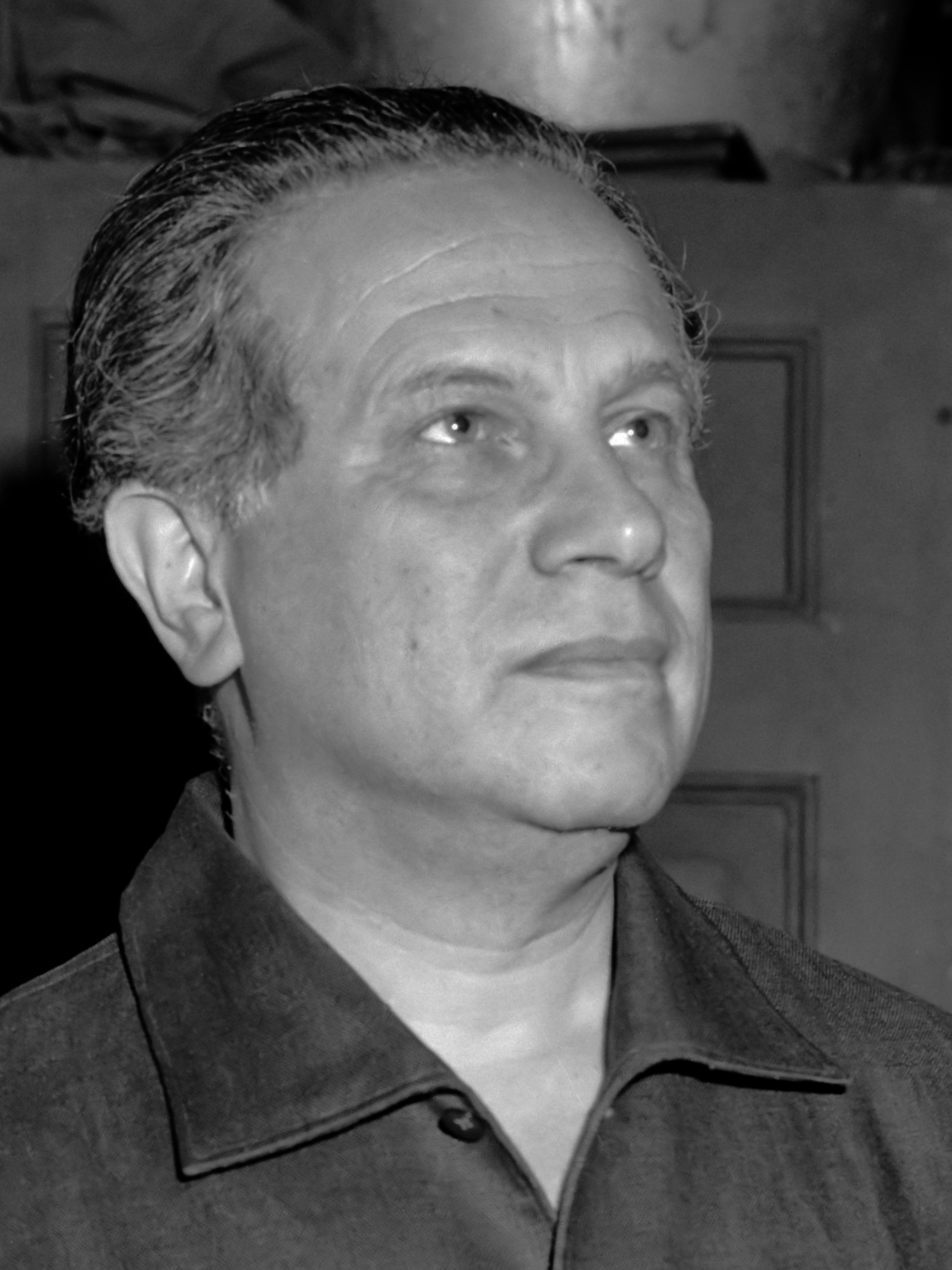
Antal Doráti (1962)

Allan Pettersson schreef aan zijn Symfonie nr. 7 in 1966 en 1967. Hij droeg het werk op aan de dirigent Antal Doráti, die op dat moment chef-dirigent was van het Koninklijk Filharmonisch Orkest van Stockholm. Hij leidde dat orkest bij de première op 13 oktober 1968.

## Compositie
Deze symfonie kan gezien worden als het middelpunt van de serie symfonieën nrs. 5 – 9 die tussen 1960 en 1970 is gecomponeerd en de basis vormt van Petterssons reputatie in Zweden. Het is geen losse groep, maar een solide blok van werken met een belangrijke overeenkomst die de serie onderscheidt van de werken voor en na deze serie. De vijf symfonieën zijn met elkaar verbonden door hun structurele eenheid in een periode van ernstige ziekte die Pettersson trof. De eerste symptomen van Petterssons poly-artritis, die leidde tot zijn progressieve invaliditeit na 1960, staken al rond 1953 de kop op. De 5de symfonie was de laatste die Pettersson in zijn redelijk leesbare handschrift zelf kon noteren. Vanaf 1960 ging zijn gezondheid snel achteruitgang, wat in 1970 leidde tot een ziekenhuisopname die negen maanden duurde. In het ziekenhuis noteerde hij de eerste schetsen van zijn tiende en elfde symfonie, die een nieuwe periode van compositorische activiteit inluidden.
De symfonie nr. 7 is een compositie in één deel, net als de symfonieën nrs. 5, 6 en 9, en duurt ongeveer 45 minuten. Het contrast met de symfonie nr. 6 is groot. Sombere en abrupte klachten karakteriseren het begin van dat werk. Deze zijn wel geïnterpreteerd als een reactie op het besef van de volledige waarheid over zijn ziekte, als die tot Pettersson doordringt. In de laatste 20 minuten van de symfonie nr. 6 wordt een berusting verklankt. De 7de symfonie is doordrongen van een groter zelfvertrouwen en brengt haar boodschap ‘eenvoudiger’. Pettersson negeerde met zijn eendelige opzet de klassiek opbouw van de symfonie (vierdelig en duidelijke structuren), maar daarin was hij niet de eerste. Een eenvoudig, tweetonig motief in de trombones en de tuba domineert het werk en komt iedere keer terug. Dit motief is na een introductie van 52 maten, vanuit een lugubere start in de contrabassen, voor het eerst op te merken. Het komt in haar basisvorm iedere keer terug of is herleidbaar in een lichte variatie. Na ongeveer 15 minuten lijkt het werk reeds over te gaan in een afsluiting. Een rustgevend muzikaal ‘eiland’ wordt voorgeschoteld, waarin een koraalachtige hoge melodie in de strijkersgroep domineert. Deze rust wordt meerdere keren met forse climaxen van het hele orkestapparaat verstoord, maar overwint het gewoel iedere keer.
De zevende symfonie kan, net als de meeste andere symfonieën van Pettersson, gekarakteriseerd worden als een lange strijd waar uiteindelijk de harmonie overwint (boven chaos). ‘Ook al duurt het 20 uur, men moet uiteindelijk een harmonisch geheel bereiken als men een symfonie componeert’, zei Pettersson al als commentaar op zijn 2de symfonie. De laatste 30 minuten van de 7de symfonie fungeren ook als zodanig. Het bijzondere aan dit werk is dat dan al het harmonische gedeelte lijkt te zijn bereikt: een elegisch einde met imponerende melodische structuren die – vanzelfsprekend – wel onderbroken worden met dissonante delen en harde confrontaties, maar de luisteraar toch meenemen naar een vredige stilte. Een tweede karakteristiek punt is de manier waarop contrasten worden getoond: niet op de klassieke wijze – een allegro, een adagio, een scherzo en een allegro finale – maar voortdurend door het werk heen. Twee aspecten die een duidelijk dramatisch effect laten horen tot in het kleinste detail: de rustige en vredige strijkersmelodie wordt bijvoorbeeld bijna onhoorbaar begeleid door een nauwelijks hoorbaar ritme op de kleine trom.

## Orkestratie
- 3 dwarsfluiten (I ook piccolo), 3 hobo’s, 3 klarinetten (III ook basklarinet), 3 fagotten (III ook contrafagot)
- 4 hoorns, 3 trompetten, 3 trombones, 1 tuba
- pauken en slagwerk (onder meer tamtam en kleine trom)
- 8 eerste violen, 7 tweede violen, 6 altviolen, 5 celli, 4 contrabassen

## Ontvangst
De ontvangst van het werk in Stockholm was een succes: de bij de première aanwezige componist werd na afloop meerdere keren op de orkestvloer geroepen om applaus in ontvangst te nemen. Het was de laatste keer dat Pettersson fysiek in staat was een première van zijn werk bij te wonen. Tevens werd hem het erelidmaatschap van het orkest aangeboden, dat hij accepteerde. De symfonie was onderdeel van een concertreis die het orkest in 1968 naar Oost Europa ondernam en werd onder meer uitgevoerd in Oost-Berlijn en Dresden. Ook werd het werk opgenomen – de eerste studio-opname van een van Petterssons symfonieën – en in 1970 kreeg deze plaatopname twee Zweedse onderscheidingen – Grammis – onder meer voor ‘serieuze productie van het jaar’.
Niet iedereen stond open voor de Zevende symfonie. Hoewel de Russische dirigent Gennadi Rozjdestvenski bekend stond om zijn flexibiliteit en zijn veelzijdige repertoire, wist hij er geen raad mee, zodat hij in 1975 stopte met de repetities bij het Stockholms Philharmonisch Orkest en het werk van het concertprogramma afvoerde. Dit bedierf de verstandhouding van de componist met het orkest, waarin hij altviolist was geweest. Hij verbood hen 'ooit nog iets' van hem te spelen. Later hief hij het verbod toch op.
De zevende symfonie, waarschijnlijk Petterssons meest gespeelde werk, is in Zweden een repertoirestuk en is bijvoorbeeld in 2018 in Wenen uitgevoerd door het Norrköpings Symfoniorkester onder leiding van Christian Lindberg. De muziek werd ook gebruikt bij balletvoorstellingen. De Zweedse choreografe Birgit Cullberg gebruikte de muziek voor haar ballet Rapport (1976) waarin zij een atoomexplosie verbeeldde op het moment dat het orkest een grote climax bereikt (ongeveer na 2 ½ minuut na de start van het werk). Ieder jaar tussen 1972 en 1984 zond de Zweedse televisie de laatste 30 minuten van het werk uit om middernacht op oudejaarsavond, opgeluisterd met fotografische beelden van Boris Engström.
Doráti nam met het Stockholm Philharmonisch Orkest het werk op 18 tot en met 20 september 1969 op voor het platenlabel Swedish Society Discofil, een opname die vervolgens internationaal werd gedistribueerd door Decca Records. De opname kwam in 1986 op compact disc (catalogusnummer SCD1002) uit, maar verdween weer van de markt. Die opname werd wel voor een gedeelte tijdens Petterssons begrafenis gespeeld. Het is het enige werk van Pettersson dat te horen is geweest bij het Koninklijk Concertgebouworkest in Amsterdam. Op 22 november 1990 leidde Gerd Albrecht, toen midden in een serie van opnames van Petterssons werken, het werk in het Concertgebouw. Het werk kreeg daar een herhaling toen op 17 september 2011 het Radio Filharmonisch Orkest het speelde onder leiding van Roman Kofman in het kader van de ZaterdagMatinee.

## Opnamen
De meeste beschikbare opnamen zijn door Zweedse orkesten gemaakt.
- Antal Doráti, Koninklijk Filharmonisch Orkest van Stockholm, de opname uit 1969
- Sergiu Comissiona, Symfonieorkest van de Zweedse Radio, Caprice, 1991, een opname van een concert in oktober 1990 in het kader van een concert voor het Zweedse kankerfonds (Cancerfonden); het label heeft het dan over een symfonie met berusting, verzoening, troost en dood
- Gerd Albrecht: Philharmonisches Staatsorchester Hamburg, cpo, 1992
- Leif Segerstam, Norrköpings Symfoniorkester, Bis, 1992
- Christian Lindberg, Norrköpings Symfoniorkester, Bis, 2018